# Cané
(Gianni Antonucci)
Cané, pseudonimo di Jarbas Faustinho (Rio de Janeiro, 21 settembre 1939), è un allenatore di calcio ed ex calciatore brasiliano, di ruolo attaccante.
Il nomignolo di Cané gli fu dato dalla madre Imperialina: "cané" è il diminutivo di caneca, la tazza dalla quale si beve il latte che lui aveva sempre tra le mani.

## Caratteristiche tecniche
Giocava come ala.

## Carriera

### Giocatore

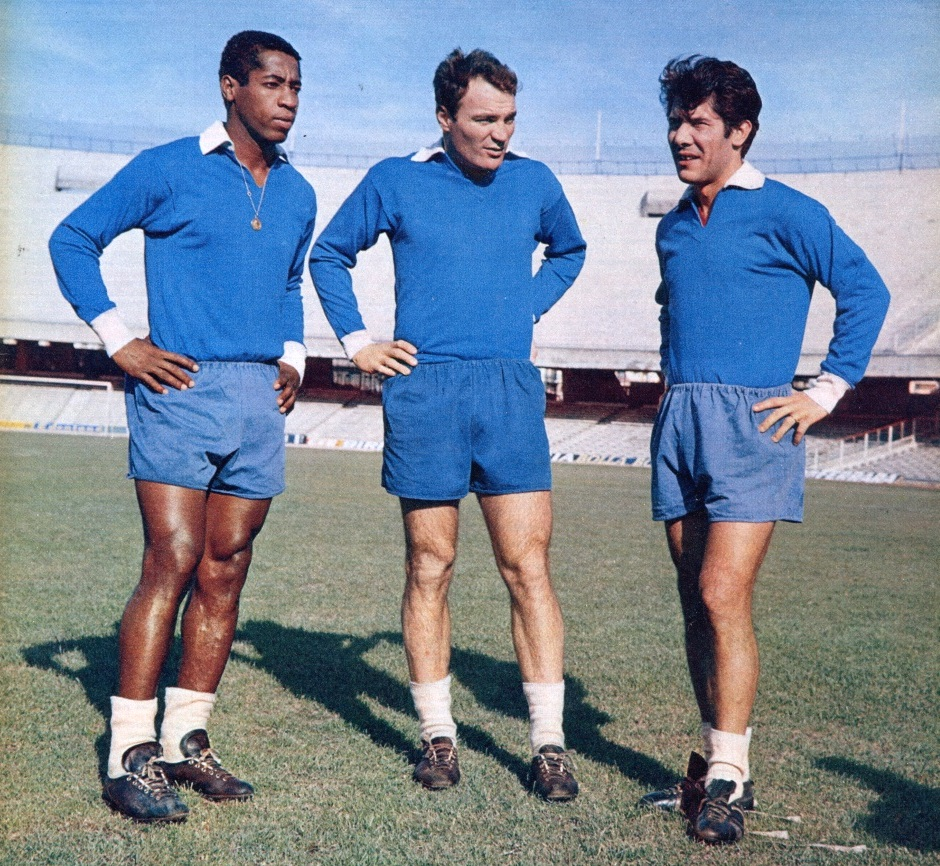
Da sinistra: Cané al Napoli con José Altafini e Omar Sívori

Dopo aver mostrato le sue qualità nella selezione di Petrópolis, iniziò ad allenarsi con l'Olaria. In questa squadra disputò due edizioni del Campionato Carioca: nel 1960 giocò 8 gare e segnò 3 gol (al Bonsucesso, São Cristovão e Vasco da Gama), l'anno successivo riuscì a segnare 5 gol in 19 gare. Nel 1962 fu acquistato dal Napoli per trentamila dollari dell'epoca, su diretto interessamento del presidente della squadra campana Achille Lauro, che non comunicò l'ingaggio nemmeno agli allenatori Monzeglio e Pesaola.
Dopo aver lasciato il Brasile siglando una rete nel pareggio per 2-2 contro il Botafogo, nel campionato di Serie A 1962-63 Cané, in sette partite, non andò mai in rete, debuttando in campionato nella sconfitta contro la Roma per 3-0 del 16 settembre 1962, in una stagione iniziata male per la squadra, con 4 sconfitte consecutive (amichevole contro il Valencia 2-1 del 2 settembre 1962, eliminazione al primo turno di Coppa Italia e prime due gare di campionato). Inoltre, Lauro fu accusato, durante delle interviste alla stampa, di non voler spendere per rinforzare la squadra, e Cané si ritrovò isolato in campo.
Militò nel Napoli dal 1962 al 1969 e di nuovo dal 1972 al 1975, vincendo la Coppa delle Alpi 1966. Nel 1969 fu ceduto al Bari con cui militò per tre stagioni (una in Serie A e due in Serie B) segnando sei gol in 68 partite. Nel 1972 tornò a giocare nel Napoli con il quale giocò altre tre stagioni segnando 7 gol in 51 partite. Ha segnato 38 gol in Serie A. Nel 1975 riveste il ruolo di allenatore-giocatore dei canadesi del Montréal Castors, mentre la stagione seguente sarà solo calciatore.

### Allenatore
Dopo la carriera da calciatore intraprese quella di allenatore, prima sulla panchina delle giovanili del Napoli, poi su quelle di Frattese, Turris, Afragolese, Sorrento e Campania-Puteolana.
Nella stagione 1994-95 in serie A ha infine allenato il Napoli, in coppia con il direttore tecnico Vujadin Boškov (quest'ultimo, essendo sprovvisto del patentino federale, non poté ricoprire ufficialmente la carica di allenatore).

## Dopo il ritiro
Nel 2024 è uscito un libro su di lui, scritto dal giornalista Adolfo Mollichelli.

## Palmarès

### Giocatore

#### Club
- Coppa delle Alpi: 1

Napoli: 1966

#### Individuale
- Capocannoniere della Coppa Italia: 1

1964-1965 (3 gol)

### Allenatore

#### Club
- Campionato Interregionale: 2

Afragolese: 1982-1983 (girone I)
Juventus Stabia: 1990-1991 (girone L)
- Campionato italiano Serie C2: 1

Campania Puteolana: 1988-1989 (girone D)